# Archipini
De Archipini zijn een geslachtengroep van vlinders uit de onderfamilie Tortricinae van de familie van de bladrollers (Tortricidae).

## Synoniemen
- Ramapesiini Razowski, 1993 (nomen nudum)

## Taxonomie
De groep bevat de volgende geslachten:

- Acroceuthes Meyrick, 1881
- Acropolitis Meyrick, 1881
- Adoxophyes Meyrick, 1881
- Allodemis Diakonoff, 1983
- Ancyroclepsis Diakonoff, 1976
- Aneuxanthis Le Marchand, 1933
- Anisotenes Diakonoff, 1952
- Anthophrys Diakonoff, 1960
- Antiphrastis Meyrick, 1930
- Aoupinieta Razowski, 2012
- Aphelia Hübner, 1825
- Aphthonocosma Diakonoff, 1953
- Aplastoceros Diakonoff, 1953
- Apoctena Dugdale, 1990
- Archepandemis Mutuura, 1978
- Archidemis Diakonoff, 1968
- Archips Hübner, 1825
- Argyrotaenia Stephens, 1852
- Aristocosma Meyrick, 1881
- Arizelana Diakonoff, 1953
- Ascerodes Meyrick, 1905
- Asteriognatha Diakonoff, 1983
- Atelodora Meyrick, 1881
- Authomaema Turner, 1916
- Avaria Koçak, 1981
- Bactrostoma Diakonoff, 1960
- Balioxena Meyrick, 1912
- Battalia Koçak, 1981
- Borboniella Diakonoff, 1957
- Borneogena Diakonoff, 1941
- Brachyvalva Diakonoff, 1960
- Bradleyella Zimmerman, 1978
- Cacoecimorpha Obraztsov, 1954
- Callibryastis Meyrick, 1912
- Carphomigma Diakonoff, 1953
- Catamacta Meyrick, 1911
- Ceramea Diakonoff, 1952
- Ceritaenia Razowski & Becker, 2000
- Chamaepsichia Razowski, 2009
- Chionothremma Diakonoff, 1952
- Chiraps Diakonoff & Razowski, 1971
- Chirapsina Razowski, 2009
- Choanograptis Meyrick, 1938
- Choristoneura Lederer, 1859
- Claduncaria Razowski, 2000
- Clepsiphyes Diakonoff, 1976
- Clepsis Guenée, 1845
- Coeloptera Turner, 1945
- Cornips Razowski, 2010
- Cornuclepsis Razowski & Becker, 2000
- Cornusaccula Diakonoff, 1960
- Cosmiophrys Diakonoff, 1960
- Cryptomelaena Diakonoff, 1983
- Cryptoptila Meyrick, 1881
- Ctenopseustis Meyrick, 1885
- Cudonigera Obraztsov & Powell, 1977
- Cununcus Razowski & Becker, 2000
- Cuspidata Diakonoff, 1960
- Daemilus Yasuda, 1972
- Dentisociaria Kuznetsov, 1970
- Diactora Diakonoff, 1960
- Dicanticinta Yasuda & Razowski, 1991
- Dicellitis Meyrick, 1908
- Dichelia Guènée, 1845
- Dichelopa Lower, 1901
- Diedra Rubinoff & Powell, 1999
- Digitosa Diakonoff, 1960
- Diplocalyptis Diakonoff, 1976
- Ditula Stephens, 1829
- Droceta Razowski, 2006
- Durangarchips Powell, 1995
- Dynatocephala Diakonoff, 1983
- Ecclitica Meyrick, 1923
- Egogepa Razowski, 1977
- Electraglaia Diakonoff, 1976
- Epagoge Hübner, 1825
- Epalxiphora Meyrick, 1882
- Epichorista Meyrick, 1909
- Epichoristodes Diakonoff, 1960
- Epiphyas Turner, 1927
- Ericodesma Dugdale, 1971
- Eurythecta Meyrick, 1883
- Exorstaenia Razowski & Becker, 2000
- Furcataenia Razowski & Becker, 2000
- Furcinula Diakonoff, 1960
- Gelophaula Meyrick, 1923
- Geogepa Razowski, 1977
- Gephyraspis Diakonoff, 1960
- Glyphidoptera Turner, 1916
- Gnorismoneura Issiki & Stringer, 1932
- Gongylotypa Diakonoff, 1983
- Goniotorna Meyrick, 1933
- Harmologa Meyrick, 1882
- Hectaphelia Razowski, 2006
- Heterochorista Diakonoff, 1952
- Hiceteria Diakonoff, 1953
- Homona Walker, 1863
- Homonoides Diakonoff, 1960
- Homonopsis Kuznetsov, 1964
- Hypsidracon Meyrick, 1934
- Idolatteria Walsingham, 1913
- Isochorista Meyrick, 1881
- Isodemis Diakonoff, 1952
- Isotenes Meyrick, 1938
- Kanikehia Razowski, 2013
- Labidosa Diakonoff, 1960
- Ledocania Razowski, 2014
- Leontochroma Walsingham, 1900
- Leptochroptila Diakonoff, 1939
- Leucotenes Dugdale, 1990
- Lozotaenia Stephens, 1829
- Lozotaeniodes Obraztsov, 1954
- Lumaria Diakonoff, 1976
- Mantua Zimmerman, 1978
- Maricoana Razowski & Becker, 2007
- Meridemis Diakonoff, 1976
- Merophyas Common, 1964
- Mersa Razowski, 2013
- Mesocalyptis Diakonoff, 1953
- Metamesia Diakonoff, 1960
- Mictopsichia Hübner, 1825
- Midaellobes Viette, 1990
- Minutargyrotoza Yasuda & Razowski, 1991
- Neocalyptis Diakonoff, 1941
- Niphothixa Diakonoff, 1960
- Nkandla Razowski & Brown, 2009
- Nuritamburia Koçak & Kemal, 2007
- Ochetarcha Meyrick, 1924
- Ochrotaenia Razowski & Becker, 2000
- Orilesa Razowski, 2006
- Panaphelix Walsingham, 1907
- Pandemis Hübner, 1825
- Paradichelia Diakonoff, 1952
- Paramesia Stephens, 1829
- Paramesiodes Diakonoff, 1960
- Pararrhaptica Walsingham, 1907
- Periclepsis Bradley, 1977
- Peteliacma Meyrick, 1912
- Petridia Diakonoff, 1983
- Phaenacropista Diakonoff, 1941
- Philedone Hübner, 1825
- Philedonides Obraztsov, 1954
- Philocryptica Meyrick, 1923
- Phlebozemia Diakonoff, 1985
- Planostocha Meyrick, 1912
- Planotortrix Dugdale, 1966
- Platyhomonopsis Wang & Li, 2005
- Platysemaphora Diakonoff, 1960
- Procalyptis Meyrick, 1910
- Procrica Diakonoff, 1960
- Pseudargyrotoza Obraztsov, 1954
- Pseudeulia Obraztsov, 1954
- Pteridoporthis Meyrick, 1937
- Pternozyga Meyrick, 1908
- Ptycholoma Stephens, 1829
- Ptycholomoides Obraztsov, 1954
- Pyrgotis Meyrick, 1881
- Pyrsarcha Meyrick, 1932
- Raisapoana Razowski & Becker, 2010
- Rubropsichia Razowski, 2009
- Saetotaenia Razowski & Becker, 2000
- Scotiophyes Diakonoff, 1976
- Sorensenata Salmon & Bradley, 1956
- Spheterista Meyrick, 1912
- Spinotaenia Razowski & Becker, 2000
- Sychnochlaena Diakonoff, 1982
- Sychnovalva Razowski, 1997
- Syndemis Hübner, 1825
- Synochoneura Obraztsov, 1955
- Tacertaenia Razowski, 1997
- Terricula Falkovitsh, 1965
- Terthreutis Meyrick, 1918
- Thrincophora Meyrick, 1881
- Tosirips Razowski, 1987
- Tremophora Diakonoff, 1953
- Tuckia Razowski, 2001
- Ulodemis Meyrick, 1907
- Vialonga Diakonoff, 1960
- Viettea Diakonoff, 1960
- Williella Horak, 1984
- Worcesteria Razowski, 2006
- Xeneda Diakonoff, 1961
- Xenophylla Diakonoff, 1960
- Xenotemna Powell, 1964
- Xenothictis Meyrick, 1910
- Zacorisca Meyrick, 1910

1. ↑  Archipini Genus Informatie BioLib. biolib.cz. Geraadpleegd op 11 december 2023.